# Great Western Trail
Great Western Trail er et brætspil designet af Alexander Pfister for to til fire spillere, som blev udgivet i 2017 af Eggertspiele. 
En nyere udgave blev udgivet i 2021, hvor der også er mulighed for at spille for en enkelt spiller. Spillets gang går ud på, at spillerne transporterer kvæg over lange strækninger. Det er et komplekst og strategisk "Eurogame", løst baseret på amerikansk Wild West-mytologi og det historiske Great Western Cattle Trail. 

## Spillets ide
Spillet byder på en række strategiske valg med det formål at samle sejrspoint, som kan opnås på forskellige måder. Det tager cirka 75 til 150 minutter at spille. Ud over spillepladen har hver spiller et panel, hvor der vises detaljer for de enkelte træk (øverst), forskellige handlemuligheder (venstre), spillerens certifikater (højre) og arbejdere (centrum). Hver spiller trækker en række kvægkort og placerer sine cowboys og togbrikker på startstederne.

Hver omgang følger en spiller en række trin. Først flyttes deres cowboy et antal pladser langs spillepladen, op til det angivne maksimum.  Pladsen, som brikken lander på, angiver yderligere handlinger, som spilleren kan tage, såsom at opføre bygninger på vejen, købe eller sælge kvæg, engagere sig i handel eller ansætte mere personale som håndværkere og ingeniører, der kan udvikle jernbanedriften.
 Hvis spilleren møder farer, tipier eller bestemte bygninger, der ejes af modspillere, skal hun betale et gebyr i mønter. I slutningen af hver omgang trækker spilleren et nyt antal kort fra sin personlige stak.
Spillet skrider frem, efterhånden som spillerne arbejder sig videre langs vejen mod Kansas City. Når de når hertil, udføres fem handlinger: Handelsområderne fyldes op igen, to forsyningsområder fyldes op, kvæget leveres, og til sidst læsses kvæget på tog til forsendelse "længere ind i det vilde vesten". Levering af kvæg udføres ved, at spillerne afleverer de kvægkort, de har på hånden; de modtager mønter af en tilsvarende værdi plus eventuelle certifikater på deres spilleplade, som de kan vælge at bruge. Forsendelse af kvæg kan foretages til enhver by langs banen med en værdi, der ikke er højere end værdien opnået i leveringsfasen. Spillerne tager en brik fra deres bræt og placerer den på det valgte felt. Fjernelse af denne brik fra spillepladen giver dem mulighed for at tage en ny brik i brug.
Analyse af spillet identificerer tre brede strategier, afhængigt af spillernes hovedfokus for at opnå sejrspoint: at indsamle og levere kvæg, tilføje bygninger til brættet eller fremme deres tog- og opgraderingsstationer. Men vellykket spil kræver generelt en vis opmærksomhed indenfor alle tre områder, og hybridstrategier, der kombinerer to af disse tilgange, kan også være succesfulde. 

## Senere udgaver
En ny andenudgave af spillet blev udgivet i 2021. Det indeholdt nyt design og artwork og inkluderer opdaterede spilleplader lavet af to lag for at forhindre komponenter i at glide. Flise- og kortbaggrunde blev opdateret for bedre kontrast for at gøre det lettere at skelne symbolerne, og nogle farver på spillepladen blev gjort lysere. Desuden blev der indført mulighed for at spille spillet solo som et enmandsspil. 
Andenudgaven eliminerede også begrebet om indianere som "den usynlige fjende" ved at fjerne tipier som farer, erstatte dem med banditter og tilføje etnisk og køns-mangfoldighed til de arbejdere, der kan ansættes. 
Yderligere temaudgaver, baseret på samme spilmekanisme, men med forskellige kunstværker og spilleplade, blev udgivet i 2022 ('Argentina') og 2023 ('New Zealand').